# جان اندرسون (بازیکن فوتبال، زاده ۱۹۳۱)
جان اندرسون (انگلیسی: John Anderson; ۷ ژوئن ۱۹۳۱ – ۲۰۰۳ (۷۱−۷۲ سال)) بازیکن فوتبال بود.
از باشگاه‌هایی که در آن بازی کرده‌است می‌توان به باشگاه فوتبال گریمزبی تاون اشاره کرد.